# یو یانگ (بدمینتون‌باز)
'کای یون (انگلیسی: Yu Yang؛ زادهٔ ۷ آوریل ۱۹۸۶) بدمینتون‌باز سابق اهل چین است.